# Mark Draper
Mark Draper, né le 11 novembre 1970 à Long Eaton dans le Derbyshire, est un footballeur anglais, qui évoluait au poste de milieu de terrain.

## Biographie
Formé à Notts County, il fait ses débuts professionnels en décembre 1988 et est considéré comme l'un des joueurs les plus talentueux à être sorti du centre de formation des Magpies. Ses prestations lui valent de recevoir 3 sélections en Angleterre espoirs et attirent l'attention de clubs plus huppés et il signe à Leicester City en 1994 pour 1 250 000 £.
Lors de la saison 1994-95 pendant laquelle les Foxes retrouve le plus haut niveau, Draper joue 39 matches pour 5 buts inscrits mais ne peut empêcher la relégation du club. Son haut niveau de performance lui vaut malgré tout d'être appelé en équipe d'Angleterre par Terry Venables mais toutefois sans recevoir de sélection.
À la suite de cette saison, il est recruté par Aston Villa pour 3 250 000 £ ce qui lui permet de continuer à jouer en Premier League. Il devient l'un des éléments importants lors des 4 saisons où il est dans l'effectif des Villans et participe à la victoire en League Cup en 1996.
Mark Draper joue 13 matchs en Coupe de l'UEFA avec les Villans. Le 26 décembre 1997, il inscrit avec cette équipe un doublé contre le club de Tottenham, à l'occasion d'un match de Premier League. Il est de nouveau appelé en équipe d'Angleterre, cette fois-ci par Glenn Hoddle, pour un match qualificatif pour la Coupe du monde 1998 contre la Moldavie, mais toujours sans étrenner sa première cape.
Voyant son temps de jeu se réduire au cours de la saison 1999-2000, il est prêté au Rayo Vallecano puis transféré à Southampton pour 1 500 000 £ où il finira sa carrière après une fin de saison pleine avec 24 matches.
Il rechaussera brièvement les crampons en 2009 en signant pour le club non league de Dunkirk (en). Après sa retraite sportive, il se reconvertit d'abord dans l'immobilier avant de devenir intendant chargé des équipements dans son club formateur de Notts County et a fondé une école de football à Nottingham avec son ancien coéquipier Dave Norton (en), appelée Draper Norton Football.

### Anecdote
Il est resté célèbre pour avoir dit une maladresse lors d'une interview :

« J'aimerais bien jouer dans un club italien. Comme le FC Barcelone par exemple. »